# Temporada de tennis 2008
Selecció dels principals esdeveniments tennístics de l'any 2008 classificats per categoria masculina, femenina i per equips.
És l'última edició d'aquest format dels circuits ATP i WTA, just abans de la nova reestructuració. El circuit masculí ATP Tour (Grand Slams, Tennis Masters Cup, ATP Masters Series, ATP International Series Gold i International Series) es converteix en ATP World Tour i el circuit femení WTA Tour (Grand Slams, WTA Tour Championships, WTA Tier I, Tier II, Tier III i Tier IV) conserva el nom però canvia l'estructura dels tornejos.
Aquesta temporada es van celebrar els Jocs Olímpics d'Estiu de 2008 que també van tenir incidència en el calendari tennístic.

## Federació Internacional de Tennis

### Grand Slams
Open d'Austràlia (14 - 27 de gener)
| Categoria          | Vencedor                                | Finalista                       | Marcador              |
| ------------------ | --------------------------------------- | ------------------------------- | --------------------- |
| Individual masculí | Novak Djokovic                          | Jo-Wilfried Tsonga              | 4–6, 6–4, 6–3, 7–6(2) |
| Individual femení  | Maria Xaràpova                          | Ana Ivanovic                    | 7–5, 6–3              |
| Doble masculí      | Jonathan Erlich · Andy Ram              | Arnaud Clement · Michael Llodra | 7–5, 7–6(4)           |
| Doble femení       | Alyona Bondarenko · Katerina Bondarenko | Viktória Azàrenka · Shahar Peer | 2–6, 6–1, 6–4         |
| Doble mixt         | Sun Tiantian · Nenad Zimonjic           | Sania Mirza · Mahesh Bhupathi   | 7–6(4), 6–4           |

Roland Garros (26 de maig - 8 de juny)
| Categoria          | Vencedor                        | Finalista                             | Marcador      |
| ------------------ | ------------------------------- | ------------------------------------- | ------------- |
| Individual masculí | Rafael Nadal                    | Roger Federer                         | 6–1, 6–3, 6–0 |
| Individual femení  | Ana Ivanovic                    | Dinara Safina                         | 6–4, 6–3      |
| Doble masculí      | Pablo Cuevas · Luis Horna       | Daniel Nestor · Nenad Zimonjic        | 6–2, 6–3      |
| Doble femení       | Anabel Medina · Virginia Ruanol | Casey Dellacqua · Francesca Schiavone | 2–6, 7–5, 6–4 |
| Doble mixt         | Viktória Azàrenka · Bob Bryan   | Katarina Srebotnik · Nenad Zimonjic   | 6–2, 7–6(4)   |

Wimbledon (24 de juny - 6 de juliol)
| Categoria          | Vencedor                         | Finalista                       | Marcador                      |
| ------------------ | -------------------------------- | ------------------------------- | ----------------------------- |
| Individual masculí | Rafael Nadal                     | Roger Federer                   | 6–4, 6–4, 6–7(5), 6–7(8), 9–7 |
| Individual femení  | Venus Williams                   | Serena Williams                 | 7–5, 6–4                      |
| Doble masculí      | Daniel Nestor · Nenad Zimonjic   | Jonas Björkman · Kevin Ullyett  | 7–6(12), 6–7(3), 6–3, 6–3     |
| Doble femení       | Serena Williams · Venus Williams | Lisa Raymond · Samantha Stosur  | 6–2, 6–2                      |
| Doble mixt         | Bob Bryan · Samantha Stosur      | Mike Bryan · Katarina Srebotnik | 7–5, 6–4                      |

US Open (25 d'agost - 7 de setembre)
| Categoria          | Vencedor                  | Finalista                      | Marcador        |
| ------------------ | ------------------------- | ------------------------------ | --------------- |
| Individual masculí | Roger Federer             | Andy Murray                    | 6–2, 7–5, 6–2   |
| Individual femení  | Serena Williams           | Ana Ivanovic                   | 6–4, 7–5        |
| Doble masculí      | Bob Bryan · Mike Bryan    | Lukas Dlouhy · Leander Paes    | 7–6(5), 7–6(10) |
| Doble femení       | Cara Black · Liezel Huber | Lisa Raymond · Samantha Stosur | 6–3, 7–6(6)     |
| Doble mixt         | Cara Black · Leander Paes | Liezel Huber · Jamie Murray    | 7–6(6), 6–4     |

### Copa Davis
|  | Vuitens de final 8-10 de febrer              | Vuitens de final 8-10 de febrer                     | Vuitens de final 8-10 de febrer |                                      |               | Quarts de final 11-13 d'abril | Quarts de final 11-13 d'abril          | Quarts de final 11-13 d'abril |   |   | Semifinals 19-21 de setembre | Semifinals 19-21 de setembre           | Semifinals 19-21 de setembre |  |   | Final 21-23 de novembre | Final 21-23 de novembre | Final 21-23 de novembre |
|  |                                              |                                                     |                                 |                                      |               |                               |                                        |                               |   |   |                              |                                        |                              |  |   |                         |                         |                         |
|  | Moscou, Rússia (dura indoor)                 |                                                     |                                 |                                      |               |                               |                                        |                               |   |   |                              |                                        |                              |  |   |                         |                         |                         |
|  | 1                                            | Rússia                                              | 3                               |                                      |               |                               |                                        |                               |   |   |                              |                                        |                              |  |   |                         |                         |                         |
|  | 1                                            | Rússia                                              | 3                               | Moscou, Rússia (terra batuda indoor) |               |                               |                                        |                               |   |   |                              |                                        |                              |  |   |                         |                         |                         |
|  |                                              | Sèrbia                                              | 2                               |                                      |               |                               |                                        |                               |   |   |                              |                                        |                              |  |   |                         |                         |                         |
|  |                                              | Sèrbia                                              | 2                               | 1                                    | Rússia        | 3                             |                                        |                               |   |   |                              |                                        |                              |  |   |                         |                         |                         |
|  | Ostrava, Txèquia (ciment indoor)             |                                                     |                                 | 1                                    | Rússia        | 3                             |                                        |                               |   |   |                              |                                        |                              |  |   |                         |                         |                         |
|  |                                              |                                                     | Txèquia                         | 2                                    |               |                               |                                        |                               |   |   |                              |                                        |                              |  |   |                         |                         |                         |
|  | 8                                            | Bèlgica                                             | Txèquia                         | 2                                    | 2             |                               |                                        |                               |   |   |                              |                                        |                              |  |   |                         |                         |                         |
|  | 8                                            | Bèlgica                                             |                                 |                                      | 2             |                               | Buenos Aires, Argentina (terra batuda) |                               |   |   |                              |                                        |                              |  |   |                         |                         |                         |
|  |                                              | Txèquia                                             | 3                               |                                      |               |                               |                                        |                               |   |   |                              |                                        |                              |  |   |                         |                         |                         |
|  |                                              |                                                     |                                 |                                      |               |                               | 1                                      | Rússia                        | 2 |   |                              |                                        |                              |  |   |                         |                         |                         |
|  | Buenos Aires, Argentina (terra batuda)       |                                                     |                                 |                                      |               |                               | 1                                      | Rússia                        | 2 |   |                              |                                        |                              |  |   |                         |                         |                         |
|  |                                              | 3                                                   | Argentina                       | 3                                    |               |                               |                                        |                               |   |   |                              |                                        |                              |  |   |                         |                         |                         |
|  | 3                                            | 3                                                   | Argentina                       | 3                                    | Argentina     | 4                             |                                        |                               |   |   |                              |                                        |                              |  |   |                         |                         |                         |
|  | 3                                            | Buenos Aires, Argentina (terra batuda)              |                                 |                                      | Argentina     | 4                             |                                        |                               |   |   |                              |                                        |                              |  |   |                         |                         |                         |
|  |                                              | Regne Unit                                          | 1                               |                                      |               |                               |                                        |                               |   |   |                              |                                        |                              |  |   |                         |                         |                         |
|  |                                              | Regne Unit                                          | 1                               | 3                                    | Argentina     | 4                             |                                        |                               |   |   |                              |                                        |                              |  |   |                         |                         |                         |
|  | Ramat ha-Xaron, Israel (dura)                |                                                     |                                 | 3                                    | Argentina     | 4                             |                                        |                               |   |   |                              |                                        |                              |  |   |                         |                         |                         |
|  |                                              | 6                                                   | Suècia                          | 1                                    |               |                               |                                        |                               |   |   |                              |                                        |                              |  |   |                         |                         |                         |
|  | 6                                            | 6                                                   | Suècia                          | 1                                    | Suècia        | 3                             |                                        |                               |   |   |                              |                                        |                              |  |   |                         |                         |                         |
|  | 6                                            |                                                     |                                 |                                      | Suècia        | 3                             |                                        |                               |   |   |                              | Mar del Plata, Argentina (dura indoor) |                              |  |   |                         |                         |                         |
|  |                                              | Israel                                              | 2                               |                                      |               |                               |                                        |                               |   |   |                              |                                        |                              |  |   |                         |                         |                         |
|  |                                              |                                                     |                                 |                                      |               |                               |                                        |                               |   |   |                              |                                        |                              |  |   |                         |                         |                         |
|  |                                              |                                                     |                                 |                                      |               |                               |                                        |                               |   |   |                              |                                        |                              |  | 3 | Argentina               | 1                       |                         |
|  | Braunschweig, Alemanya (terra batuda indoor) |                                                     |                                 |                                      |               |                               |                                        |                               |   |   |                              |                                        |                              |  | 3 | Argentina               | 1                       |                         |
|  |                                              | 5                                                   | Espanya                         | 3                                    |               |                               |                                        |                               |   |   |                              |                                        |                              |  |   |                         |                         |                         |
|  |                                              | 5                                                   | Espanya                         | 3                                    | Corea del Sud | 2                             |                                        |                               |   |   |                              |                                        |                              |  |   |                         |                         |                         |
|  |                                              | Bremen, Alemanya (dura indoor)                      |                                 |                                      | Corea del Sud | 2                             |                                        |                               |   |   |                              |                                        |                              |  |   |                         |                         |                         |
|  | 4                                            | Alemanya                                            | 4                               |                                      |               |                               |                                        |                               |   |   |                              |                                        |                              |  |   |                         |                         |                         |
|  | 4                                            | Alemanya                                            | 4                               |                                      | 4             | Alemanya                      | 1                                      |                               |   |   |                              |                                        |                              |  |   |                         |                         |                         |
|  | Lima, Perú (terra batuda)                    |                                                     |                                 |                                      | 4             | Alemanya                      | 1                                      |                               |   |   |                              |                                        |                              |  |   |                         |                         |                         |
|  |                                              | 5                                                   | Espanya                         | 4                                    |               |                               |                                        |                               |   |   |                              |                                        |                              |  |   |                         |                         |                         |
|  |                                              | 5                                                   | Espanya                         | 4                                    | Perú          | 0                             |                                        |                               |   |   |                              |                                        |                              |  |   |                         |                         |                         |
|  |                                              |                                                     |                                 |                                      | Perú          | 0                             | Madrid, Espanya (terra batuda)         |                               |   |   |                              |                                        |                              |  |   |                         |                         |                         |
|  | 5                                            | Espanya                                             | 5                               |                                      |               |                               |                                        |                               |   |   |                              |                                        |                              |  |   |                         |                         |                         |
|  | 5                                            | Espanya                                             | 5                               |                                      |               |                               |                                        |                               |   | 5 | Espanya                      | 4                                      |                              |  |   |                         |                         |                         |
|  | Sibiu, Romania (dura indoor)                 |                                                     |                                 |                                      |               |                               |                                        |                               |   | 5 | Espanya                      | 4                                      |                              |  |   |                         |                         |                         |
|  |                                              | 2                                                   | Estats Units                    | 1                                    |               |                               |                                        |                               |   |   |                              |                                        |                              |  |   |                         |                         |                         |
|  |                                              | 2                                                   | Estats Units                    | 1                                    | Romania       | 0                             |                                        |                               |   |   |                              |                                        |                              |  |   |                         |                         |                         |
|  |                                              | Winston-Salem, Carolina del Nord, EUA (dura indoor) |                                 |                                      | Romania       | 0                             |                                        |                               |   |   |                              |                                        |                              |  |   |                         |                         |                         |
|  | 7                                            | França                                              | 5                               |                                      |               |                               |                                        |                               |   |   |                              |                                        |                              |  |   |                         |                         |                         |
|  | 7                                            | França                                              | 5                               |                                      | 7             | França                        | 1                                      |                               |   |   |                              |                                        |                              |  |   |                         |                         |                         |
|  | Viena, Àustria (terra batuda indoor)         |                                                     |                                 |                                      | 7             | França                        | 1                                      |                               |   |   |                              |                                        |                              |  |   |                         |                         |                         |
|  |                                              | 2                                                   | Estats Units                    | 4                                    |               |                               |                                        |                               |   |   |                              |                                        |                              |  |   |                         |                         |                         |
|  |                                              | 2                                                   | Estats Units                    | 4                                    | Àustria       | 1                             |                                        |                               |   |   |                              |                                        |                              |  |   |                         |                         |                         |
|  |                                              |                                                     |                                 |                                      | Àustria       | 1                             |                                        |                               |   |   |                              |                                        |                              |  |   |                         |                         |                         |
|  | 2                                            | Estats Units                                        | 4                               |                                      |               |                               |                                        |                               |   |   |                              |                                        |                              |  |   |                         |                         |                         |

#### Final
| Argentina 1 | Polideportivo Islas Malvinas, Mar del Plata, Argentina 21-23 de novembre de 2008 Dura indoor | Polideportivo Islas Malvinas, Mar del Plata, Argentina 21-23 de novembre de 2008 Dura indoor | Espanya 3 |      |      |     |     |          |
| \| \| \| \| 1 \| 2 \| 3 \| 4 \| 5 \| \| \| - \| ------------------- \| ---------------------------------------------------------------------- \| --- \| ---- \| ---- \| --- \| --- \| -------- \| \| 1 \| Argentina · Espanya \| David Nalbandian David Ferrer \| 6 3 \| 6 2 \| 6 3 \| \| \| \| \| 2 \| Argentina · Espanya \| Juan Martin del Potro Feliciano López \| 6 4 \| 6² 7 \| 64 7 \| 2 6 \| \| \| \| 3 \| Argentina · Espanya \| Agustín Calleri / David Nalbandian Feliciano López / Fernando Verdasco \| 7 5 \| 5 7 \| 6⁵ 7 \| 3 6 \| \| \| \| 4 \| Argentina · Espanya \| José Acasuso Fernando Verdasco \| 3 6 \| 7 63 \| 6 4 \| 3 6 \| 1 6 \| \| \| 5 \| Argentina · Espanya \| David Nalbandian Feliciano López \| \| \| \| \| \| No jugat \| |                                                                                              |                                                                                              |           |      |      |     |     |          |
| |                                                                                              |                                                                                              | 1         | 2    | 3    | 4   | 5   |          |
| 1 | Argentina · Espanya                                                                          | David Nalbandian David Ferrer                                                                | 6 3       | 6 2  | 6 3  |     |     |          |
| 2 | Argentina · Espanya                                                                          | Juan Martin del Potro Feliciano López                                                        | 6 4       | 6² 7 | 64 7 | 2 6 |     |          |
| 3 | Argentina · Espanya                                                                          | Agustín Calleri / David Nalbandian Feliciano López / Fernando Verdasco                       | 7 5       | 5 7  | 6⁵ 7 | 3 6 |     |          |
| 4 | Argentina · Espanya                                                                          | José Acasuso Fernando Verdasco                                                               | 3 6       | 7 63 | 6 4  | 3 6 | 1 6 |          |
| 5 | Argentina · Espanya                                                                          | David Nalbandian Feliciano López                                                             |           |      |      |     |     | No jugat |

| Copa Davis 2008      |
| -------------------- |
| Espanya Tercer títol |

### Copa Federació
|  | Quarts de final 2-3 de febrer             | Quarts de final 2-3 de febrer | Quarts de final 2-3 de febrer |                                      |        | Semifinals 26-27 d'abril | Semifinals 26-27 d'abril       | Semifinals 26-27 d'abril |   |  | Final 13-14 de setembre | Final 13-14 de setembre | Final 13-14 de setembre |
|  |                                           |                               |                               |                                      |        |                          |                                |                          |   |  |                         |                         |                         |
|  | Ramat HaSharon, Israel (dura)             |                               |                               |                                      |        |                          |                                |                          |   |  |                         |                         |                         |
|  | 1                                         | Rússia                        | 4                             |                                      |        |                          |                                |                          |   |  |                         |                         |                         |
|  | 1                                         | Rússia                        | 4                             | Moscou, Rússia (terra batuda indoor) |        |                          |                                |                          |   |  |                         |                         |                         |
|  |                                           | Israel                        | 1                             |                                      |        |                          |                                |                          |   |  |                         |                         |                         |
|  |                                           | Israel                        | 1                             | 1                                    | Rússia | 3                        |                                |                          |   |  |                         |                         |                         |
|  | La Jolla, Califòrnia, Estats Units (dura) |                               |                               | 1                                    | Rússia | 3                        |                                |                          |   |  |                         |                         |                         |
|  |                                           |                               | Estats Units                  | 2                                    |        |                          |                                |                          |   |  |                         |                         |                         |
|  | 4                                         | Estats Units                  | Estats Units                  | 2                                    | 4      |                          |                                |                          |   |  |                         |                         |                         |
|  | 4                                         | Estats Units                  |                               |                                      | 4      |                          | Madrid, Espanya (terra batuda) |                          |   |  |                         |                         |                         |
|  |                                           | Alemanya                      | 1                             |                                      |        |                          |                                |                          |   |  |                         |                         |                         |
|  |                                           |                               |                               |                                      |        |                          | 1                              | Rússia                   | 4 |  |                         |                         |                         |
|  | Pequín, Xina (dura indoor)                |                               |                               |                                      |        |                          | 1                              | Rússia                   | 4 |  |                         |                         |                         |
|  |                                           |                               | Espanya                       | 0                                    |        |                          |                                |                          |   |  |                         |                         |                         |
|  |                                           | R.P. de la Xina               | Espanya                       | 0                                    | 3      |                          |                                |                          |   |  |                         |                         |                         |
|  |                                           | R.P. de la Xina               | Pequín, Xina (dura indoor)    |                                      | 3      |                          |                                |                          |   |  |                         |                         |                         |
|  | 3                                         | França                        | 2                             |                                      |        |                          |                                |                          |   |  |                         |                         |                         |
|  | 3                                         | França                        | 2                             |                                      |        | R.P. de la Xina          | 1                              |                          |   |  |                         |                         |                         |
|  | Nàpols, Itàlia (dura indoor)              |                               |                               |                                      |        | R.P. de la Xina          | 1                              |                          |   |  |                         |                         |                         |
|  |                                           |                               | Espanya                       | 4                                    |        |                          |                                |                          |   |  |                         |                         |                         |
|  |                                           | Espanya                       | Espanya                       | 4                                    | 3      |                          |                                |                          |   |  |                         |                         |                         |
|  |                                           | Espanya                       |                               |                                      | 3      |                          |                                |                          |   |  |                         |                         |                         |
|  | 2                                         | Itàlia                        | 2                             |                                      |        |                          |                                |                          |   |  |                         |                         |                         |

#### Final
| Espanya 0 | Club de Campo Villa de Madrid, Madrid, Espanya 13-14 de novembre de 2008 Terra batuda | Club de Campo Villa de Madrid, Madrid, Espanya 13-14 de novembre de 2008 Terra batuda | Rússia 4 |     |     |          |
| \| \| \| \| 1 \| 2 \| 3 \| \| \| - \| ---------------- \| ---------------------------------------------------------------------- \| --- \| --- \| --- \| -------- \| \| 1 \| Espanya · Rússia \| Anabel Medina Vera Zvonariova \| 3 6 \| 4 6 \| \| \| \| 2 \| Espanya · Rússia \| Carla Suárez Navarro Svetlana Kuznetsova \| 3 6 \| 1 6 \| \| \| \| 3 \| Espanya · Rússia \| Anabel Medina Svetlana Kuznetsova \| 7 5 \| 3 6 \| 4 6 \| \| \| 4 \| Espanya · Rússia \| Carla Suárez Navarro Vera Zvonariova \| \| \| \| no jugat \| \| 5 \| Espanya · Rússia \| Núria Llagostera / Virginia Ruano Ielena Vesninà / Iekaterina Makàrova \| 2 6 \| 1 6 \| \| \| |                                                                                       |                                                                                       |          |     |     |          |
| |                                                                                       |                                                                                       | 1        | 2   | 3   |          |
| 1 | Espanya · Rússia                                                                      | Anabel Medina Vera Zvonariova                                                         | 3 6      | 4 6 |     |          |
| 2 | Espanya · Rússia                                                                      | Carla Suárez Navarro Svetlana Kuznetsova                                              | 3 6      | 1 6 |     |          |
| 3 | Espanya · Rússia                                                                      | Anabel Medina Svetlana Kuznetsova                                                     | 7 5      | 3 6 | 4 6 |          |
| 4 | Espanya · Rússia                                                                      | Carla Suárez Navarro Vera Zvonariova                                                  |          |     |     | no jugat |
| 5 | Espanya · Rússia                                                                      | Núria Llagostera / Virginia Ruano Ielena Vesninà / Iekaterina Makàrova                | 2 6      | 1 6 |     |          |

| Copa Federació 2008 |
| ------------------- |
| Rússia Quart títol  |

### Copa Hopman
Grup A
| Pos. | País        | V | D | Partits | Sets   |
| ---- | ----------- | - | - | ------- | ------ |
| 1    | Sèrbia      | 3 | 0 | 7 – 2   | 15 – 8 |
| 2    | França      | 2 | 1 | 6 – 3   | 13 – 7 |
| 3    | Xina Taipei | 1 | 2 | 3 – 6   | 9 – 14 |
| 4    | Argentina   | 0 | 3 | 2 – 7   | 7 – 15 |

Grup B
| Pos. | País         | V | D | Partits | Sets    |
| ---- | ------------ | - | - | ------- | ------- |
| 1    | Estats Units | 3 | 0 | 8 – 1   | 16 – 4  |
| 2    | Índia        | 1 | 2 | 4 – 5   | 10 – 12 |
| 3    | Austràlia    | 1 | 2 | 3 – 6   | 8 – 12  |
| 4    | Txèquia      | 1 | 2 | 3 – 6   | 7 – 13  |

#### Final
| Sèrbia 1 | Burswood Entertainment Complex, Perth, Austràlia 4 de gener de 2008 Dura indoor | Burswood Entertainment Complex, Perth, Austràlia 4 de gener de 2008 Dura indoor | Estats Units 2 |     |     |     |
| \| \| \| \| 1 \| 2 \| 3 \| \| \| - \| --------------------- \| ------------------------------------------------------------- \| ---- \| --- \| --- \| --- \| \| 1 \| Sèrbia · Estats Units \| Jelena Jankovic Serena Williams \| \| \| \| w/o \| \| 2 \| Sèrbia · Estats Units \| Novak Djokovic Mardy Fish \| 6 2 \| 6 7 \| 7 6 \| \| \| 3 \| Sèrbia · Estats Units \| Jelena Jankovic / Novak Djokovic Serena Williams / Mardy Fish \| 6⁵ 7 \| 2 6 \| \| \| |                                                                                 |                                                                                 |                |     |     |     |
| |                                                                                 |                                                                                 | 1              | 2   | 3   |     |
| 1 | Sèrbia · Estats Units                                                           | Jelena Jankovic Serena Williams                                                 |                |     |     | w/o |
| 2 | Sèrbia · Estats Units                                                           | Novak Djokovic Mardy Fish                                                       | 6 2            | 6 7 | 7 6 |     |
| 3 | Sèrbia · Estats Units                                                           | Jelena Jankovic / Novak Djokovic Serena Williams / Mardy Fish                   | 6⁵ 7           | 2 6 |     |     |

| Copa Hopman 2008          |
| ------------------------- |
| Estats Units Cinquè títol |

## Jocs Olímpics
| Esdeveniment       | Final                             | Final                            | Final                 | Final de consolació    | Final de consolació                    | Final de consolació |
| Esdeveniment       | Or                                | Or                               | Marcador              | Or                     | 4t lloc                                | Marcador            |
| ------------------ | --------------------------------- | -------------------------------- | --------------------- | ---------------------- | -------------------------------------- | ------------------- |
| Individual masculí | Rafael Nadal                      | Fernando González                | 6–3, 7–6(2), 6–3      | Novak Djokovic         | James Blake                            | 6–3, 7–6(4)         |
| Individual femení  | Ielena Deméntieva                 | Dinara Safina                    | 3–6, 7–5, 6–3         | Vera Zvonariova        | Li Na                                  | 6–0, 7–5            |
| Doble masculí      | Roger Federer · Stanilas Wawrinka | Simon Aspelin · Thomas Johansson | 6–3, 6–4, 6–7(4), 6–3 | Bob Bryan · Mike Bryan | Arnaud Clement · Michael Llodra        | 3–6, 6–3, 6–4       |
| Doble femení       | Serena Williams · Venus Williams  | Anabel Medina · Virginia Ruano   | 6–2, 6–0              | Zi Yan · Jie Zheng     | Alona Bondarenko · Katerina Bondarenko | 6–2, 6–2            |

## ATP Tour

### Tennis Masters Cup
| Categoria  | Vencedor/s                     | Finalista/es           | Marcador    |
| ---------- | ------------------------------ | ---------------------- | ----------- |
| Individual | Novak Djokovic                 | Nikolai Davidenko      | 6–1, 7–5    |
| Dobles     | Daniel Nestor · Nenad Zimonjic | Bob Bryan · Mike Bryan | 7–6(3), 6–2 |

### ATP Masters Series
| Torneig      | Individual         | Individual         | Individual       | Dobles                                 | Dobles                         | Dobles              |
| Torneig      | Vencedor           | Finalista          | Marcador         | Vencedors                              | Finalistes                     | Marcador            |
| ------------ | ------------------ | ------------------ | ---------------- | -------------------------------------- | ------------------------------ | ------------------- |
| Indian Wells | Novak Djokovic     | Mardy Fish         | 6-2, 5-7, 6-3    | Jonathan Erlich · Andy Ram             | Daniel Nestor · Nenad Zimonjic | 6-4, 6-4            |
| Miami        | Nikolai Davidenko  | Rafael Nadal       | 6-4, 6-2         | Bob Bryan · Mike Bryan                 | Mahesh Bhupathi · Mark Knowles | 6-2, 6-2            |
| Montecarlo   | Rafael Nadal       | Roger Federer      | 7-5, 7-5         | Rafael Nadal · Tommy Robredo           | Mahesh Bhupathi · Mark Knowles | 6-3, 6-3            |
| Roma         | Novak Djokovic     | Stanislas Wawrinka | 4-6, 6-3, 6-3    | Bob Bryan · Mike Bryan                 | Daniel Nestor · Nenad Zimonjic | 3-;6, 6-4, [10-8]   |
| Hamburg      | Rafael Nadal       | Roger Federer      | 7-5, 6-7(3), 6-3 | Daniel Nestor · Nenad Zimonjic         | Bob Bryan · Mike Bryan         | 4-6, 7-5, [10-8]    |
| Toronto      | Rafael Nadal       | Nicolas Kiefer     | 6-3, 6-2         | Daniel Nestor · Nenad Zimonjic         | Bob Bryan · Mike Bryan         | 6-2, 4-6, [10-8]    |
| Cincinnati   | Andy Murray        | Novak Djokovic     | 7-6(4), 7-6(5)   | Bob Bryan · Mike Bryan                 | Jonathan Erlich · Andy Ram     | 4-6, 7-6(2), [10-7] |
| Madrid       | Andy Murray        | Gilles Simon       | 6–4, 7–6(6)      | Mariusz Fyrstenberg · Marcin Matkowski | Mahesh Bhupathi · Mark Knowles | 6–4, 6–2            |
| París        | Jo-Wilfried Tsonga | David Nalbandian   | 6–3, 4–6, 6–4    | Jonas Bjorkman · Kevin Ullyett         | Jeff Coetzee · Wesley Moodie   | 6–2, 6–2            |

### Copa del món de tennis
Grup Blau
| Pos. | País     | Resultat | Partits | Sets   |
| ---- | -------- | -------- | ------- | ------ |
| 1.   | Rússia   | 2 – 1    | 6 – 3   | 12 – 9 |
| 2.   | Itàlia   | 2 – 1    | 5 – 4   | 13 – 9 |
| 3.   | Alemanya | 1 – 2    | 3 – 6   | 8 – 13 |
| 4.   | Espanya  | 1 – 2    | 4 – 5   | 9 – 11 |

Grup Vermell
| Pos. | País         | Resultat | Partits | Sets    |
| ---- | ------------ | -------- | ------- | ------- |
| 1.   | Suècia       | 3 – 0    | 8 – 1   | 16 – 6  |
| 2.   | Estats Units | 2 – 1    | 4 – 5   | 10 – 12 |
| 3.   | Argentina    | 1 – 2    | 4 – 5   | 10 – 10 |
| 4.   | Txèquia      | 0 – 3    | 2 – 7   | 7 – 15  |

#### Final
| Rússia 1 | Düsseldorf, Alemanya 24 de maig de 2008 Terra batuda | Düsseldorf, Alemanya 24 de maig de 2008 Terra batuda               | Suècia 2 |      |      |  |
| \| \| \| \| 1 \| 2 \| 3 \| \| \| - \| --------------- \| ------------------------------------------------------------------ \| --- \| ---- \| ---- \| \| \| 1 \| Rússia · Suècia \| Mikhaïl Iujni Robin Söderling \| 3 6 \| 1 6 \| \| \| \| 2 \| Rússia · Suècia \| Ígor Andréiev Thomas Johansson \| 2 6 \| 6 3 \| 6 4 \| \| \| 3 \| Rússia · Suècia \| Dmitri Tursúnov / Mikhaïl Iujni Robert Lindstedt / Robin Söderling \| 6 4 \| 6⁵ 7 \| 9 11 \| \| |                                                      |                                                                    |          |      |      |  |
| |                                                      |                                                                    | 1        | 2    | 3    |  |
| 1 | Rússia · Suècia                                      | Mikhaïl Iujni Robin Söderling                                      | 3 6      | 1 6  |      |  |
| 2 | Rússia · Suècia                                      | Ígor Andréiev Thomas Johansson                                     | 2 6      | 6 3  | 6 4  |  |
| 3 | Rússia · Suècia                                      | Dmitri Tursúnov / Mikhaïl Iujni Robert Lindstedt / Robin Söderling | 6 4      | 6⁵ 7 | 9 11 |  |

| Copa del món de tennis 2008 |
| --------------------------- |
| Suècia Quart títol          |

## Sony Ericsson WTA Tour

### WTA Tour Championships
| Categoria  | Vencedor/s                | Finalista/es                  | Marcador         |
| ---------- | ------------------------- | ----------------------------- | ---------------- |
| Individual | Venus Williams            | Vera Zvonariova               | 6–7(5), 6–0, 6–2 |
| Dobles     | Cara Black · Liezel Huber | Kveta Peschke · Rennae Stubbs | 6–1, 7–5         |

### Sèries WTA Tier 1
| Torneig      | Individual      | Individual          | Individual    | Dobles                             | Dobles                                         | Dobles           |
| Torneig      | Vencedora       | Finalista           | Marcador      | Vencedores                         | Finalistes                                     | Marcador         |
| ------------ | --------------- | ------------------- | ------------- | ---------------------------------- | ---------------------------------------------- | ---------------- |
| Doha         | Maria Xaràpova  | Vera Zvonariova     | 6–1, 2–6, 6–0 | Kveta Peschke · Rennae Stubbs      | Cara Black · Liezel Huber                      | 6–1, 5–7, [10–7] |
| Indian Wells | Ana Ivanovic    | Svetlana Kuznetsova | 6–4, 6–3      | Dinara Safina · Ielena Vesninà     | Zi Yan · Jie Zheng                             | 6–1, 1–6, [10–8] |
| Miami        | Serena Williams | Jelena Jankovic     | 6–1, 5–7, 6–3 | Katarina Srebotnik · Ai Sugiyama   | Cara Black · Liezel Huber                      | 7–5, 4–6, [10–3] |
| Charleston   | Serena Williams | Vera Zvonariova     | 6–3, 3–6, 6–3 | Katarina Srebotnik · Ai Sugiyama   | Edina Gallovits · Olga Govortsova              | 6–2, 6–2         |
| Berlín       | Dinara Safina   | Ielena Deméntieva   | 3–6, 6–2, 6–2 | Cara Black · Liezel Huber          | Núria Llagostera · María José Martínez Sánchez | 3–6, 6–2, [10–2] |
| Roma         | Jelena Jankovic | Alize Cornet        | 6–2, 6–2      | Yung-jan Chan · Chia-jung Chang    | Iveta Benesova · Janette Husarova              | 7–6(5), 6–3      |
| Mont-real    | Dinara Safina   | Dominika Cibulkova  | 6–2, 6–1      | Cara Black · Liezel Huber          | Maria Kirilenko · Flavia Pennetta              | 6–1, 6–1         |
| Tòquio       | Dinara Safina   | Svetlana Kuznetsova | 6–1, 6–3      | Vania King · Nàdia Petrova         | Lisa Raymond · Samantha Stosur                 | 6–1, 6–4         |
| Moscou       | Jelena Jankovic | Vera Zvonariova     | 6–2, 6–4      | Nàdia Petrova · Katarina Srebotnik | Cara Black · Liezel Huber                      | 6–4, 6–4         |